# José Marqués Íñiguez
José Marqués Íñiguez (Málaga, 20 de diciembre de 1910-ibidem, 6 de junio de 1992) fue un abogado y político español. Presidente de la Diputación de Málaga desde el 12 de octubre de 1958  hasta el 18 de febrero de 1971, cuando fue sustituido por Francisco de la Torre Prados.  
También ha sido procurador en Cortes Franquistas por la circunscripción de la Diputación Provincial de Málaga, cargo que ocupó desde el 31 de octubre de 1958 al 16 de junio de 1971, cuando fue sustituido por el Alcalde de Málaga, Francisco de la Torre Prados. 

## Biografía
Hijo de Inés Íñiguez Fernández-Lucero y de José Marqués García. Fue licenciado en Derecho y de profesión abogado. Luchó con la 13.ª División en la batalla del Ebro, donde obtuvo la Medalla Militar, y también acumuló menciones civiles por su actividad en la vida pública, muy orientada al medio rural. Al inicio de su presidencia, la sede de la Diputación de Málaga se trasladó de una casona en calle Beatas al recién construido edificio en la Plaza Queipo de Llano (actual Plaza de la Marina).
En 1960 se le otorga la encomienda con placa de la Orden de Cisneros. En 1966 se concede el ingreso en la Orden Civil de Alfonso X el Sabio.Fue distinguido con el título de Hijo Predilecto de la provincia en 1975.
Contrajo matrimonio con Blanca Mérelo Palau y tuvo seis hijos, cuatro dedicados a la abogacía (Francisco Javier, José Manuel, Fernando, Blanca), un médico (Eduardo) y un profesor universitario de historia (Ignacio).